# 神戸市立長田小学校
神戸市立長田小学校（こうべしりつ ながたしょうがっこう）は、兵庫県神戸市長田区西山町2丁目にある公立小学校。
長田小学校の校区は歴史的に長田神社とともに発展してきたといえる。校章は、その長田神社のそばに建てられた小学校であることから、神社の神紋である菊菱（花菱）を頂いたということである。

## 沿革

### 大正時代
- 1916年（大正5年）5月1日 - 真陽尋常小学校長田分教場として開校
- 1917年（大正6年）3月10日 - 長田分教場新築校舎完成
- 1920年（大正9年）
  - 4月1日 - 長田尋常小学校と改称し、本校真陽校より独立・荻野立郎校長就任
  - 5月10日 - 2階建て8教室の増築工事・竣工
- 1921年（大正10年）
  - 6月19日 - 第1回後援会総会を開催
  - 8月1日 - 第1回同窓会を開催
- 1923年（大正12年）4月1日 - 西野小学校廃校のため5・6年児童40名引き継ぐ、神楽小学校[1]開校のため校区変更・本校より児童転出
- 1924年（大正13年）
  - 4月1日 - 三木欣浄校長就任
  - 12月26日 - 増築校舎（2階建）竣工
- 1925年（大正14年）
  - 10月1日 - 室内尋常小学校開校のため本校より児童51名転校
  - 12月1日 - 児童図書館完成・開館
- 1926年（大正15年）4月2日 - 校区変更のため本校より転出。室内校へ217名、蓮池尋常小学校開校のため本校より216名転出

### 昭和

#### 戦前
- 1928年（昭和3年）4月1日 - 今井学治校長就任
- 1929年（昭和4年）2月9日 - 田村忠治校長就任
- 1933年（昭和8年）
  - 4月1日 - 名倉尋常小学校開校のため校区変更・本校より児童522名転出
  - 4月4日 - 名倉小学校への転出児童の送別式・蓮池小学校より転入児童の歓迎式を行う
- 1938年（昭和13年）7月5日 - 豪雨による出水のため苅藻川氾濫・大水害
- 1939年（昭和14年）9月1日 - 池田尋常小学校開校のため本校より328名転出
- 1944年（昭和19年）8月21日 - 鳥取県岩井・浦富西町へ学童疎開始まる
- 1945年（昭和20年）3月17日 - 空襲のため校舎消失・池田小学校に併置

#### 戦後

##### 1940年代
- 1945年（昭和20年）10月31日 - 学童疎開より帰る
- 1946年（昭和21年）2月13日 - 山川伸章校長就任 （池田小学校長兼任）
- 1948年（昭和23年）
  - 4月1日 - 酒井朝五郎校長就任
  - 9月1日 - 現在位置の新築校舎へ移転、校歌ができる

##### 1950年代
- 1951年（昭和26年）5月11日 - 木造2階建8教室の増築校舎竣工
- 1954年（昭和29年）10月15日 - 増築鉄筋校舎（南校舎）9教室完成
- 1956年（昭和31年）4月1日 - 神戸市立宮川小学校新設・本校児童のうち729名宮川小学校児童となる、校区変更のため名倉小学校から児童300名本校に編入
- 1957年（昭和32年）
  - 4月1日 - 浅野良行校長就任
  - 6月28日 - 第8回放送教育関西大会会場校として研究発表
- 1958年（昭和33年）10月27日 - 講堂備え付けのグランドピアノ購入

##### 1960年代
- 1961年（昭和36年）2月15日 - 給食調理室改修工事開始
- 1962年（昭和37年）1月26日 - 26、7の2日間、道徳教育研究会開催
- 1963年（昭和38年）4月1日 - 安原敦校長就任
- 1965年（昭和40年）11月29日 - 特別教育活動について研究発表会を開催
- 1966年（昭和41年）
  - 4月1日 - 鍋加延次校長就任
  - 9月26日 - 校舎改築第1期工事始まる
- 1969年（昭和44年）11月11日 - 近畿視聴覚教育研究大会 本校を会場として開催

##### 1970年代
- 1970年（昭和45年）8月6日 - 1970年度視聴覚教育賞・文部大臣奨励賞を受賞
- 1970年（昭和45年）12月21日 - 第四期工事始まる
- 1971年（昭和46年）
  - 1月22日 - 市教育長より表彰状（優秀な視聴覚教育の実践）商品を受け取る
  - 4月1日 - 清水実次校長就任
  - 6月28日 - 校舎改築完了
  - 11月26日 - 市民図書館開館
- 1972年（昭和47年）3月16日 - 校門紋章・学校名札掲示
- 1973年（昭和48年）
  - 1月31日 - 運動場改修工事完了
  - 7月6日 - プール完工
- 1974年（昭和49年）
  - 1月12日 - 理科室完成
  - 6月4日 - 通用門完成
- 1975年（昭和50年）11月14日 - 学研教育賞受賞
- 1976年（昭和51年）2月17日 - 図工室完成
  - 4月1日 - 大垣保校長就任
  - 7月31日 - 講堂暗幕新調
  - 8月30日 - 西側土塀を金網フェンスに改造
  - 8月31日 - 公害防止工事（東石垣）工事完了
  - 9月20日 - 南校舎2階手洗い場新設
  - 11月30日 - 中部ブロック社会科研究会
- 1977年（昭和52年）
  - 2月13日 - 蘇鉄植樹
  - 3月3日 - 運動場土手改修・溝蓋設置
  - 8月31日 - 講堂床板、体育館仕様に改修
  - 9月5日 - 西南石垣、東門改修工事完了
  - 10月30日 - 本完全教室塗装
  - 11月2日 - 市民開放図書室 NHK全国放映
  - 11月19日 - 開放管理棟完成
- 1978年（昭和53年）
  - 8月25日 - 運動場遊具全面補修と塗装
  - 8月30日 - 南校舎シャッター工事完了
  - 9月7日 - 講堂、南校舎天井雨漏工事完了

## 校区
神戸市長田区
- 池田丘町、池田惣町、池田宮町、大塚町5 - 9丁目、上池田3丁目[3]・5丁目[4]・6丁目[5]、高取山町1丁目[6]、長田町5 - 9丁目、西山町1丁目[7]・2 - 4丁目、林山町、宮丘町1 - 2丁目、宮川町3 - 9丁目

## 教育目標
心豊かに 仲間とともに たくましく生きる子

## 校歌
1948年制定。校歌サウンドファイル
- 作詞：酒井朝五郎　作曲：神戸茂七

## 周辺
- 高取山
- 兵庫県立長田高等学校
- 神戸学院大学長田キャンパス（法科大学院）
- 神戸市立高取台中学校（進学先中学校）

## 交通アクセス
- 神戸市営地下鉄長田駅から徒歩約15分。
- 神戸市バス（11系統）長田小学校前下車すぐ。

## 著名な卒業生
・杉江雅彦（同志社大学名誉教授）
・織田正吉（放送演芸作家)
・扇千景(参議院議長）
- 小野田俊蔵（佛教大学歴史学部歴史文化学科教授）
- 桂文喬（落語家）
- 杉良太郎（俳優/歌手）
- 田嶋悟士（ガガガSP、ドラム）
- 西谷敏（法学者）
- 山口高志（元プロ野球選手、コーチ）

## テレビ取材
- 1977年11月2日 市民開放図書室 NHK全国放映
- 2010年1月10日 NHKようこそ先輩 「みんなが生まれる前に震災があった」 杉良太郎[リンク切れ]

## その他
- 1948年8月まで、当校は現在の神戸市立宮川小学校の場所にあった。阪神・淡路大震災により宮川小学校が改築されるまで、周囲の塀や門は大正時代の長田小学校のものがそのまま使われていた。
- 宮川小学校から長田商店街に向かう途中の道端に昔の長田小学校の入り口に立っていたと思われる長田尋常小学校という石の標柱が横たわっていたことがあった。

## 通学区域が隣接している学校
- 神戸市立五位の池小学校
- 神戸市立池田小学校
- 神戸市立宮川小学校
- 神戸市立名倉小学校
- 神戸市立丸山ひばり小学校